# Янко Гортало
«Я́нко Горта́ло — цікавинки для дітей» — YouTube-канал для дітей, створений українським дитячим поетом і письменником Янком Горталом (псевдонім). Основний напрямок викладених на загал робіт — навчально-розважальний: кумедні дитячі пісні, анімовані віршики, розвивальні мультики, руханки, абетки, лічба, підготовка до школи, цікаві знання для дітей, читання по складах та ін.
YouTube-канал «Янко Гортало» було засновано 9 червня 2013 року (саме тоді на популярному відеохостингу було викладено перше відео). Сам проєкт з'явився раніше — в 2012 році. Усі роботи на каналі «Янко Гортало» представлені виключно українською мовою. Більшість робіт виконані у жанрі мультиплікації.
Канал отримав схвальні відгуки як поміж глядачів, так і серед засобів масової інформації. 
У «Списку найпопулярніших українськомовних каналів на ютубі» проєкт «Янко Гортало» займає 26 місце (станом на грудень 2022 року) в категорії «Для дітей».
Підтримка каналу відбувається за рахунок краудфандингу, окремих благодійних внесків, а також через купівлю авторської книги дитячих віршиків «Біганина».

## Статистика
Станом на березень 2023 року канал «Янко Гортало» має:
- понад 47,9 тис. підписників
- понад 17,8 млн переглядів
- 82 випуски